# Gumatj
Gumatj är ett australiskt språk som talades av 116 personer enligt Australiens folkräkning 2016. Gumatj talas i Nordterritoriet. Gumatj tillhör de pama-nyunganska språken och dess närmaste släktspråk är bl.a. dhuwal och djambarrpuyngu. Språket anses vara hotat..
Språket skrivs med latinska alfabetet. Nya testamentet översattes till gumatj år 1985.